# Wild Wild Wonderland
Wild Wild Wonderland è il sesto album in studio della cantante finlandese Saara Aalto, pubblicato il 27 aprile 2018.
L'album ha preceduto la partecipazione dell'artista all'Eurovision Song Contest 2018, con il brano Monsters,
ossia la prima traccia di questo album.

## Tracce
1. Monsters – 3:02
2. HÄN – 2:58
3. DANCE!!! – 3:17
4. Queens – 3:05
5. Half a Heart – 3:02
6. Dance Like Nobody's Watching – 3:53
7. Sirens – 3:35
8. Don't Deny Our Love – 3:08
9. My Touch – 3:47
10. Walking on Nails – 3:25
11. Domino – 3:02
12. Wild Wild Wonderland – 3:14
13. No Fear (iTunes bonus track) – 3:03